# Morell Mackenzie
Morell Mackenzie, sir Mackenzie, né à Leytonstone, au Royaume-Uni, le 7 juillet 1837, et décédé à Londres le 3 février 1892, est un médecin britannique. Pionnier de la laryngologie en Grande-Bretagne, il est l’auteur de plusieurs ouvrages consacrés à cette discipline. Il est cependant surtout connu pour avoir mal diagnostiqué le cancer du larynx du Kaiser Frédéric III d’Allemagne.

## Biographie
Né dans l'Essex en 1837, Morell Mackenzie est le fils d'un médecin généraliste, et le frère ainé de Stephen qui deviendra lui aussi un éminent médecin à l'hôpital de Londres.
En 1856, il entre comme étudiant en médecine à l'hôpital de Londres, puis sort diplômé en 1858 et part à Paris, rencontrant les docteurs Armand Trousseau, Auguste Nelaton, Philippe Ricord et d'autres, puis à Vienne où il étudie sous la supervision d'Oppolzer, Skoda, Rokitansky et Hebra. Finalement, il se rend à Budapest où il découvre l'utilisation du laryngoscope inventé par Manuel Garcia et rapporté par Czermak.

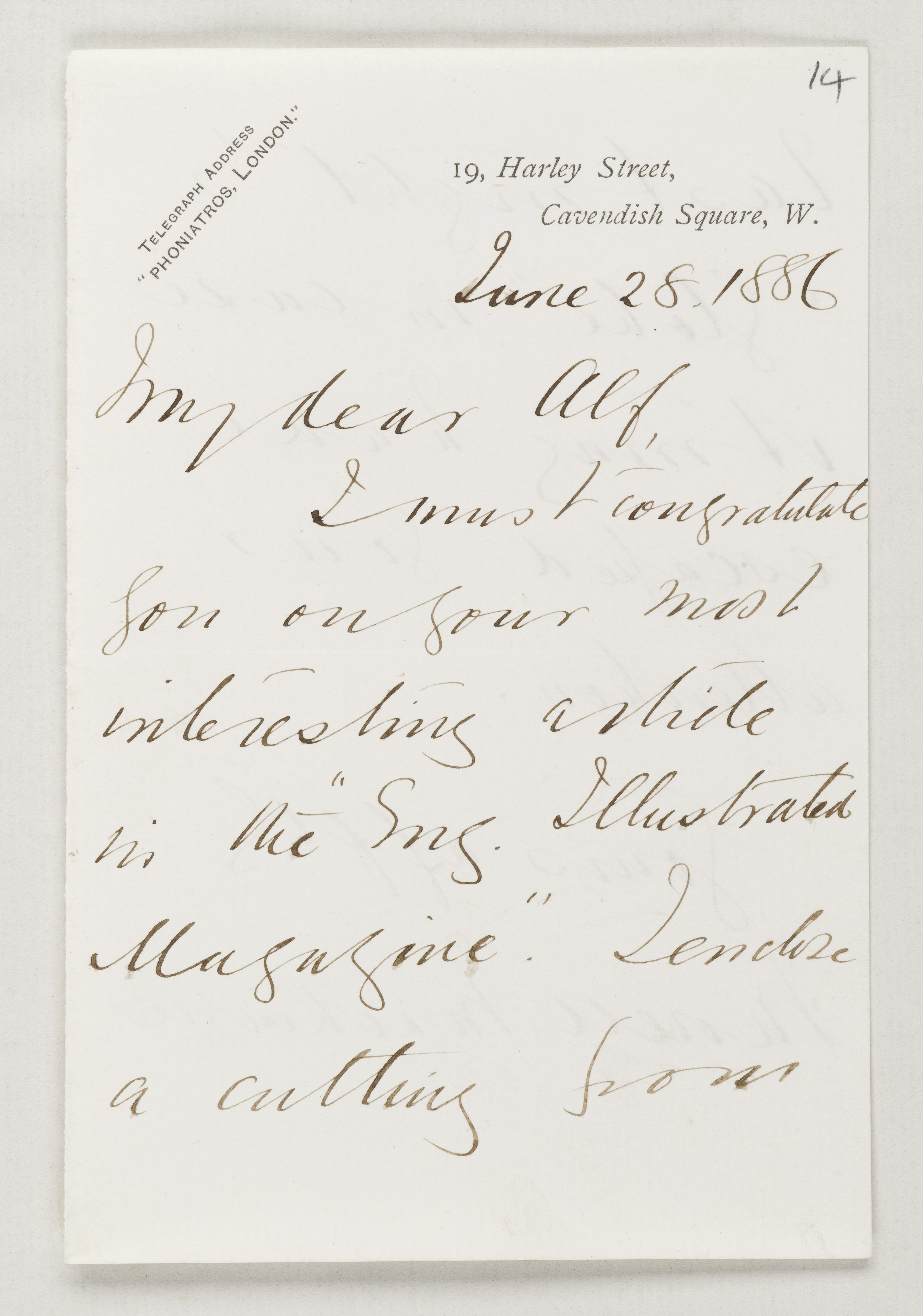
Lettre de Morell Mackenzie

De retour à Londres, il exerce à l'hôpital de Londres, où il sera fait médecin assistant en 1866 puis médecin en 1873. En 1863, il remporte le Prix Jackson du Collège Royal des Chirurgiens grâce à un essai sur la pathologie et le traitement des maladies du larynx. Il fonde la même année, l'hôpital pour les maladies du larynx.
Par ailleurs, Mackenzie épouse la fille d'Adam Hervey.
C'est en 1887, qu'il est appelé par Berlin pour soigner le Kronprinz Frédéric III. La presse et les médecins allemands le critiquèrent pour la trachéotomie qu'il pratiqua. En 1888, il publie l'ouvrage intitulé Auto-défense dans la bibliographie ci-dessous pour combattre les assertions lancées contre lui.

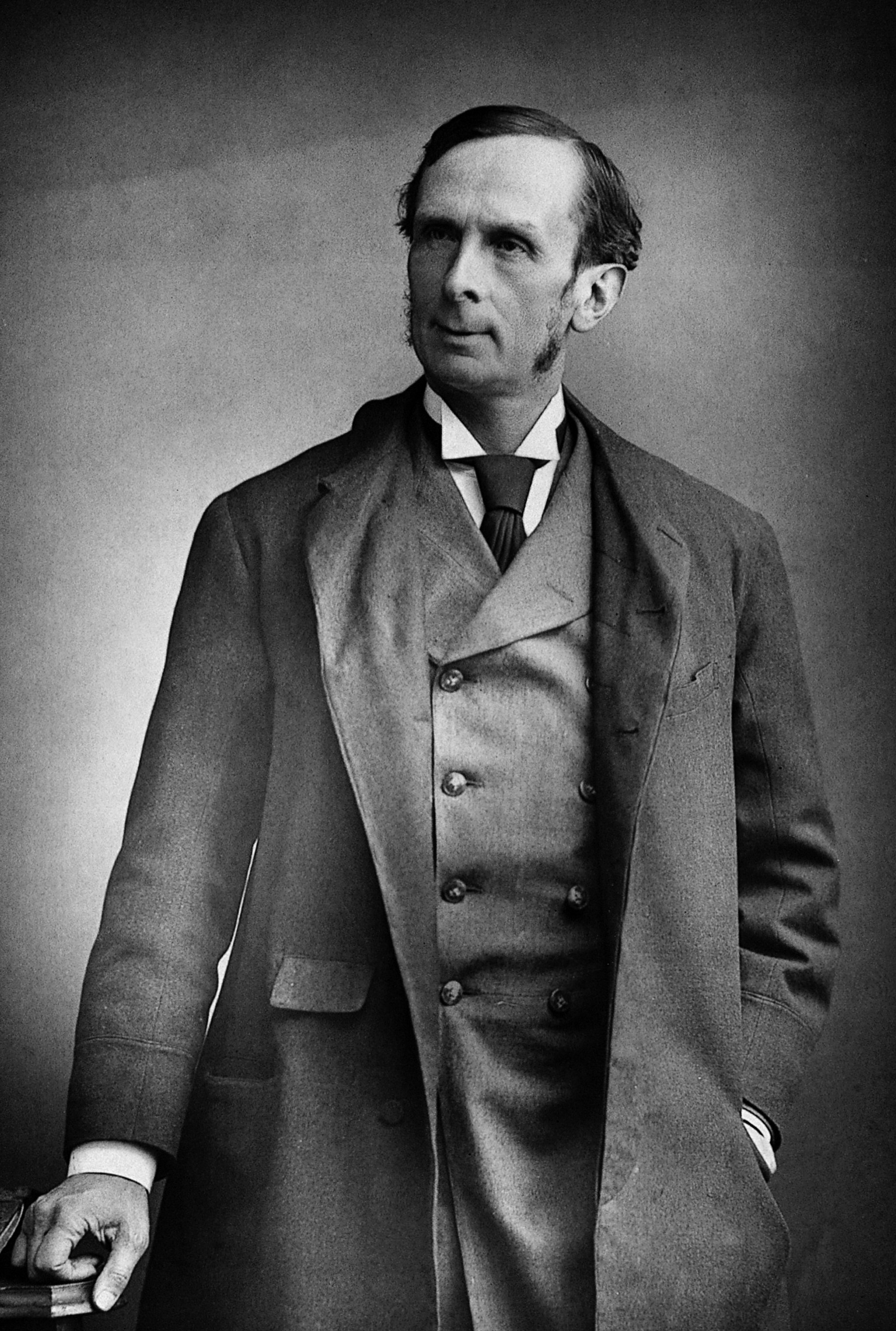
Sir Morell Mackenzie

### Œuvres de Mackenzie

#### Travaux médicaux
- (en) The Use of the Laryngoscope in Diseases of the Throat, Lindsay & Blakiston, Philadelphie, 1865.
- (en) Hoarseness, Loss of Voice, and Stridulous Breathing in Relation to Nervo-Muscular Affectations of the Larynx, Churchill, Londres, 1868.
- (en) Essays on Growths in the Larynx, Lindsay & Blakiston, Philadelphie, 1871.
- (en) The Pharmacopoeia of the Hospital for Diseases of the Throat, Churchill, Londres, 1872.
- (en) Diphtheria: Its Nature and Treatment, Varieties and Local Expressions, Lindsay & Blakiston, Philadelphie, 1879.
- (en) Diseases of the Pharynx, Larynx, and Trachea, W. Wood, New York, 1880.
- (en) A Manual of the Diseases of the Nose and Throat, Churchill, Londres, 1880-1884.
- (en) The Hygiene of the Vocal Organs: A Practical Handbook for Singers and Speakers, Macmillan, Londres, 1886.
- (en) Hay Fever and Paroxysmal Sneezing: Their Etiology and Threatment, Churchill, Londres, 1887.

#### Auto-défense
- (en) The Fatal Illness of Frederick the Noble. London: Low, Marston, Searle, 1888.

### Biographies
- (en) Hugh Reginald Haweis, Sir Morell Mackenzie; Physician and Operator: A Memoir Compiled and Ed. from Private Papers and Personal Reminiscences, BiblioBazaar, 2010 (réédition de l’ouvrage de 1893)
- (en) R. Scott Stevenson, Morell Mackenzie; The Story of a Victorian Tragedy, Heinemann, 1946.

## Dans la culture populaire
Le rôle de Mackenzie est interprété par l’acteur David McKail dans la mini-série britannique La Chute des aigles (Fall of Eagles) produite par la BBC en 1974.